# Pavel Trávnícek
Pavel Trávnícek, född 26 oktober 1950 i Konice, Tjeckoslovakien, är en tjeckisk skådespelare. Han är allra mest känd för sin roll som prinsen i sagofilmen Askungen och de tre nötterna från 1973. Trávnícek medverkade under 1980-talet i flera filmatiseringar av sagor. Han har varit fortsatt aktiv som skådespelare in på 2020-talet.

## Filmografi, urval
- 1973 – Askungen och de tre nötterna
- 1979 – Schneeweißchen und Rosenrot